# Camurana
Camurana è una frazione del comune di Medolla, in provincia di Modena.

## Storia
Il primo documento che attesta l'esistenza della località si riferisce ad un diploma dell'anno 776 in cui Carlo Magno, all'epoca re dei Longobardi, fece dono della corte di Camurana (che si dice essere già appartenuta fin dai tempi di re Alboino, cioè dal 568 al 573) a sant'Anselmo di Nonantola, fondatore dell'omonima abbazia, e ai suoi successori.

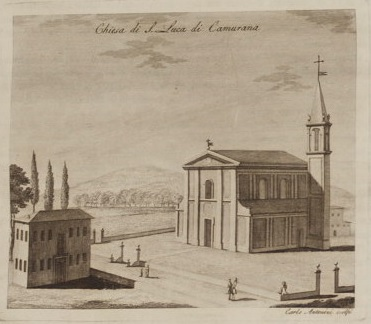
Girolamo Tiraboschi, La chiesa di San Luca di Camurana (1784)

Risale al 7 aprile 1058 la notizia che l'abate Gottescalco dava "a precaria" ad Averardo e Richinolfo figli di Ardoino di Sabione e ai loro figlioli fino alla terza generazione le case, le terre e metà della corte di Camurana, incluso metà del castello e la cappella di Santa Maria. Altre concessioni a precaria sono datate 15 luglio 1122, 1º settembre 1145 e 1153. Col passare del tempo, dopo la metà del XIV secolo i monaci persero il potere temporale a favore del comune di Modena. Risulta interessante leggere nel trattato di pace concluso da modenesi e bolognesi nel settembre 1135 che nei pressi di Camurana scorreva il fiume Secchia, il cui alveo si spostò nell'anno 1227.
Nel 1493 venne edificato il convento della Beata Vergine delle Grazie, detto anche "convento della Galeazza", che ospitò i Carmelitani Scalzi della congregazione di Mantova. Soppresso il convento nel 1768, il complesso venne venduto e demolito, mentre i mattoni vennero acquisti dalla parrocchia di San Giacomo Roncole per la costruzione dell'odierno campanile.

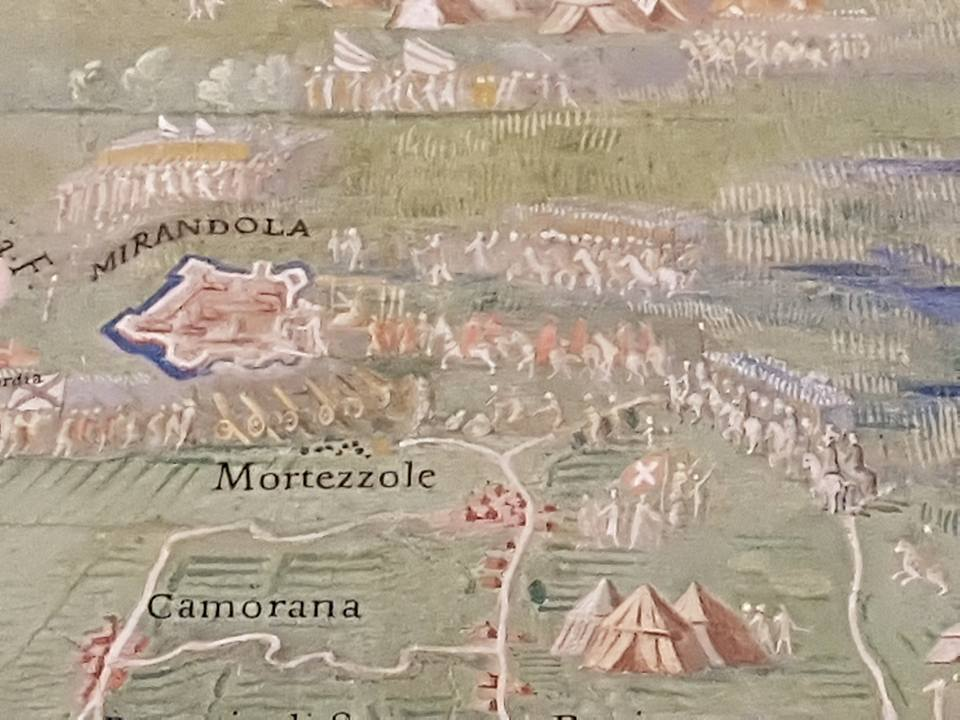
Camurana durante l'assedio della Mirandola di papa Giulio II del 1511 (Galleria delle Carte Geografiche dei Musei vaticani)

Data la vicinanza alla città di Mirandola, la comunità di Camurana subì gravi conseguenze e saccheggi nel corso dei numerosi assedi che la città dei Pico dovette subire nei secoli. Infatti, nell'estate 1537 venne devastata dagli spagnoli giunti da San Felice. Gravi danni vennero causati dalle truppe pontificie di papa Giulio III comandate da Giovanni Battista Dal Monte che, durante l'assedio della Mirandola del 1551-1552, si accamparono nel vicino forte di Sant'Antonio. Altre devastazioni sono registrate dal 7 giugno 1704 fino all'estate 1705 quando i francesi posero un nuovo assedio alla Mirandola durante la guerra di successione spagnola. Infine dell'agosto-settembre 1735, durante la guerra di successione polacca, l'esercito spagnolo si accampò qui durante un altro assedio alla Mirandola (presso il cimitero della chiesa di Camurana vennero sepolti sette importanti militari spagnoli caduti in battaglia).
L'8 giugno 1805 Camurana venne annessa al comune di Mirandola, per poi essere aggregata il 4 dicembre 1859 al nuovo comune di Medolla.
Fino al 1963 la località era servita dalla stazione di Camurana lungo la ferrovia Modena-Mirandola.

## Monumenti e luoghi d'interesse
La chiesa di San Luca Evangelista è una delle più antiche chiese della bassa modenese, tenendo in considerazione il menzionato diploma di re Carlo Magno del 776 che già attestava la presenza di una pieve (da cui è ragionevole pensare che già dal VI secolo esistesse una comunità). La chiesa è poi citata in una bolla papale di Innocenzo II del 17 aprile 1139, con la quale veniva tolto al vescovo Dodone di Modena la giurisdizione spirituale. Inizialmente dedicata la culto di santa Maria, la chiesa venne intitolata a san Luca evangelista verso il 1439; peraltro una campana andata distrutta nel 1772 riportava l'iscrizione Comunitas Camuranae erga ejus Protectorem Divum Lucam hoc opus fieri curavit ad gloriam Dei anno 1153, il che indica che la comunità di Camurana venerava san Luca fin dal XII secolo, sebbene la pieve all'epoca fosse dedicata a Santa Maria. La chiesa venne riedificata tra il 1752 e 1758 dal mastro muratore Bartolommeo Rocca milanese su commissione di don Giovanni Tommaso Silvestri. La chiesa, di ordine dorico a una sola navata, disponeva di sette altari dedicati a san Luca, alla Beata Vergine del Rosario, al SS. Crocifisso e sant'Antonio abate, alla Beata Vergine Immacolata, a san Giuseppe, sant'Antonio da Padova (con statua scolpita da Giovan Battista Ballanti Graziani) e alla Beata Vergine addolorata. La chiesa ospita, vicino al battistero, un prezioso organo del 1723, opera di Domenico Traeri. Sul lato di levante sorgeva la sagrestia realizzata nel 1788-1789 da don Domenico Antonio Cremonini-Moroni, che aveva fatto anche innalzare il campanile, che conservava tre campane (dedicate ai santi Luca, Maria santissima e Eurosia) fuse da Vincenzo Riati di Reggio Emilia e consacrate l'11 settembre 1783, oltre all'orologio. Nel 1863 la chiesa venne restaurata, mentre nel 1874 venne iniziata la costruzione del nuovo cimitero contornato da portici e dotato di una propria cappella (consacrata il 2 novembre 1880). Nel 1950, a seguito di lavori, vennero rinvenuti sotto la cripta i corpi di 12 presbiteri. La chiesa è stata gravemente danneggiata dal terremoto dell'Emilia del 2012.
La villa Molinari risale al 1557 e in seguito venne ricostruita in stile sette-ottocentesco all'interno di un vastoparco all'italiana.
La Corte Wegmann, già di proprietà di Bernardino di Giovanmarco della famiglia Pio di Savoia, è un complesso storico dl XVI secolo che comprende un palazzo signorile, edifici di servizio e un serraglio con giardino e frutteto. Sul confine settentrionale dell'area si teneva l'antica fiera di Bruino, in cui veniva commerciato il bestiame. All'inizio del XIX secolo l'area venne data in concessione alla famiglia Molinari, che nel 1844 fecero ricostruire all'architetto Cesare Costa la vecchia villa padronale in maniera lussuosa. Nel 1882 la tenuta fu acquistata dall'imprenditore triestino Francesco Wegmann, che la trasformò in un'efficiente e moderna azienda agricola, innovativa per l'epoca. Nel 1911 l'azienda venne ereditata dal nipote Rodoldo Escher.

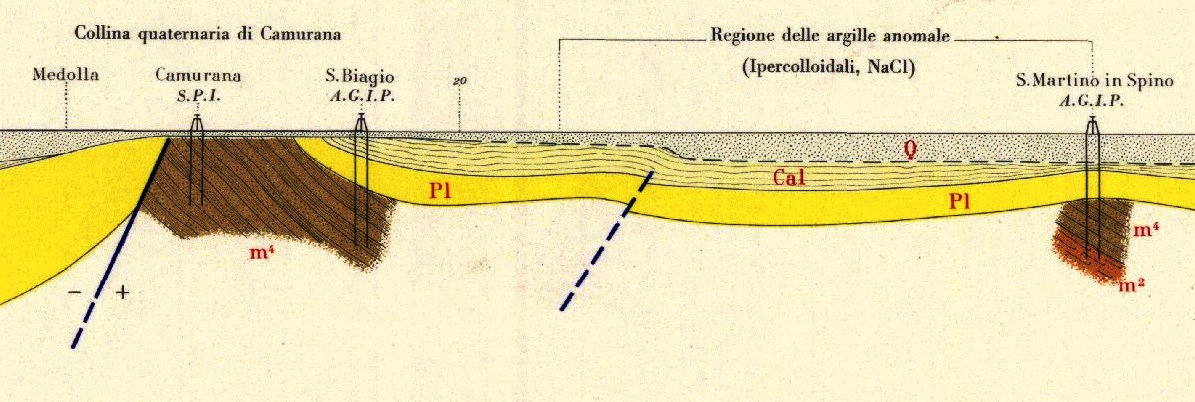
La collina quaternaria di Camurana (Carta geologica d'Italia, 1956)

Presso il casino Wegmann è nota da secoli una "terra calda", in cui non vi è vegetazione e la neve si scioglie prima. Nel 2009 sono state effettuate ricerche che hanno riscontrato la fuoriuscita naturale dal terreno di gas metano e idrocarburi.

## Nella cultura di massa
La località di Camurana viene citata nel canto terzo del poema eroicomico La secchia rapita di Alessandro Tassoni.